# Cigaronne
Cigaronne («СПС Сигарон») — армянская частная компания, специализирующаяся на производстве и продаже сигарет. Она была основана в 1999 году и является одной из первых и крупнейших табачных компаний в постсоветской Армении.
Cigaronne осуществляет свою деятельность под управлением материнской компании Cigaronne International LTD, базирующейся в Лондоне, Великобритании. Головной офис компании находится в Ереване, столице Армении. По состоянию на 2024 год, деятельность Cigaronne представлена в примерно 35 странах мира.

## История
Компания Cigaronne была основана Симоном и Сейраном Погосянами. В 1999 году в Ереване были открыты штаб-квартира и производственный завод компании.
В 2000 году компания Cigaronne представила марку сигарет нового поколения с фильтром-мундштуком. Несмотря на приобретенный успех и известность, финансовые трудности привели к временной остановке производства. В 2013 году компания возобновила свою деятельность при поддержке правительства Армении, которое предоставило временные налоговые льготы и помощь в продвижении экспорта.
В 2014 году компания Cigaronne разработала для сигарет новый трехслойный комбинированный фильтр-мундштук, состоящего из природных материалов: перлита, моноацетата и оригинальной трубки.
С февраля 2016 года Cigaronne является членом Американской торговой палаты в Армении (англ. American Chamber of Commerce in Armenia).
Компания является одним из крупнейших налогоплательщиков Республики Армения.

## Производство
Основными (наиболее известными, распространенными) марками сигарет компании являются: Cigaronne, Center, Tattoo и 5th Street.
В процессе производства компания Cigaronne использует сорта табака, импортированные с плантаций Латинской Америки и Африки. С помощью технологий кондиционирования табачного сырья компания проводит многоступенчатую очистку, в результате чего из табака удаляются азотсодержащие ядовитые химикаты, хлор и сложные молекулы гетерополисахаридов.

### Cigaronne
- Cigaronne Royal Slims Black
- Cigaronne Royal Slims White
- Cigaronne Royal Slims Menthol
- Cigaronne Big Boss
- Cigaronne Phantom
- Cigaronne King Size Black
- Cigaronne King Size White
- Cigaronne Super Slims Black
- Cigaronne Super Slims White
- Cigaronne Magnet Super Slims
- Cigaronne Compatto Black
- Cigaronne Compatto White
- Cigaronne Ultra Slims Black
- Cigaronne Ultra Slims White
- Cigaronne Super Slims Menthol

### Center
- Center Ultra Slims Red
- Center Ultra Slims Blue
- Center Ultra Slims Black
- Center King Size Red
- Center King Size Blue
- Center King Size Black
- Center Super Slims Red
- Center Super Slims Blue
- Center Super Slims Black
- Center Compatto King Size Red
- Center Compatto King Size Blue
- Center Compatto King Size Black

### 5th Street
- 5th Street Ultra Slims
- 5th Street Super Slims
- 5th Street Compatto

### TATTOO
- TATTOO King Size Cherry
- TATTOO King Size Vanilla
- TATTOO King Size Chocolate
- TATTOO Super Slims Cherry
- TATTOO Super Slims Vanilla
- TATTOO Super Slims Chocolate

## Награды
В 2015 году компания Cigaronne была удостоена премии «Меркурий» (англ. Mercury International Award) Торгово-промышленной палаты Республики Армения «за исключительную деятельность лучшего дистрибьютора и разработчика армянского бренда в сфере табачного производства на международном рынке».
В 2020 году сигареты компании Cigaronne Royal Slims заняли первое место и завоевали золотую медаль в опросе потребителей, проведенном польским журналом Commercial News.